# Pálinka
 (juin 2024).
Si vous disposez d'ouvrages ou d'articles de référence ou si vous connaissez des sites web de qualité traitant du thème abordé ici, merci de compléter l'article en donnant les références utiles à sa vérifiabilité et en les liant à la section « Notes et références ».
La pálinka (hongrois : pálinka [ˈpaːlinkɒ] ; roumain : palincă ou pălincă  ; slovaque : pálenka) est une eau-de-vie traditionnelle à double distillation produite dans les régions de langue hongroise du bassin des Carpates, surtout en Hongrie et en Transylvanie. Le mot est d'origine slave et se rapproche du slovaque páliť, signifiant « distiller ». Ce mot peut être considéré comme masculin ou comme féminin. La pálinka peut être faite à partir de prunes (szilva), de pommes (alma), de poires (körte), d'abricots (barack), de coings plus pomme ou poire (birsalma et birskörte) ou de cerises (cseresznye). La pálinka est considérée comme la boisson nationale hongroise.
La quantité d'alcool varie de 35 à 70 %, 40 % étant le maximum légal pour la vente en magasin. Les versions les plus alcoolisées sont surnommées en hongrois kerítés szaggató, ce qui signifie littéralement « défonceur de barrière » par allusion aux pertes d'équilibre des ivrognes. Ces versions artisanales, házi pálinkák, ne sont pas commercialisées, mais sont néanmoins aisément disponibles.
La pálinka traditionnelle était un élément important de l'alimentation villageoise. Le travail agricole était physiquement exigeant et les repas comprenaient surtout du pain, du lard, du jambon et des oignons.

## Appellations

### Hongrie

#### Législation

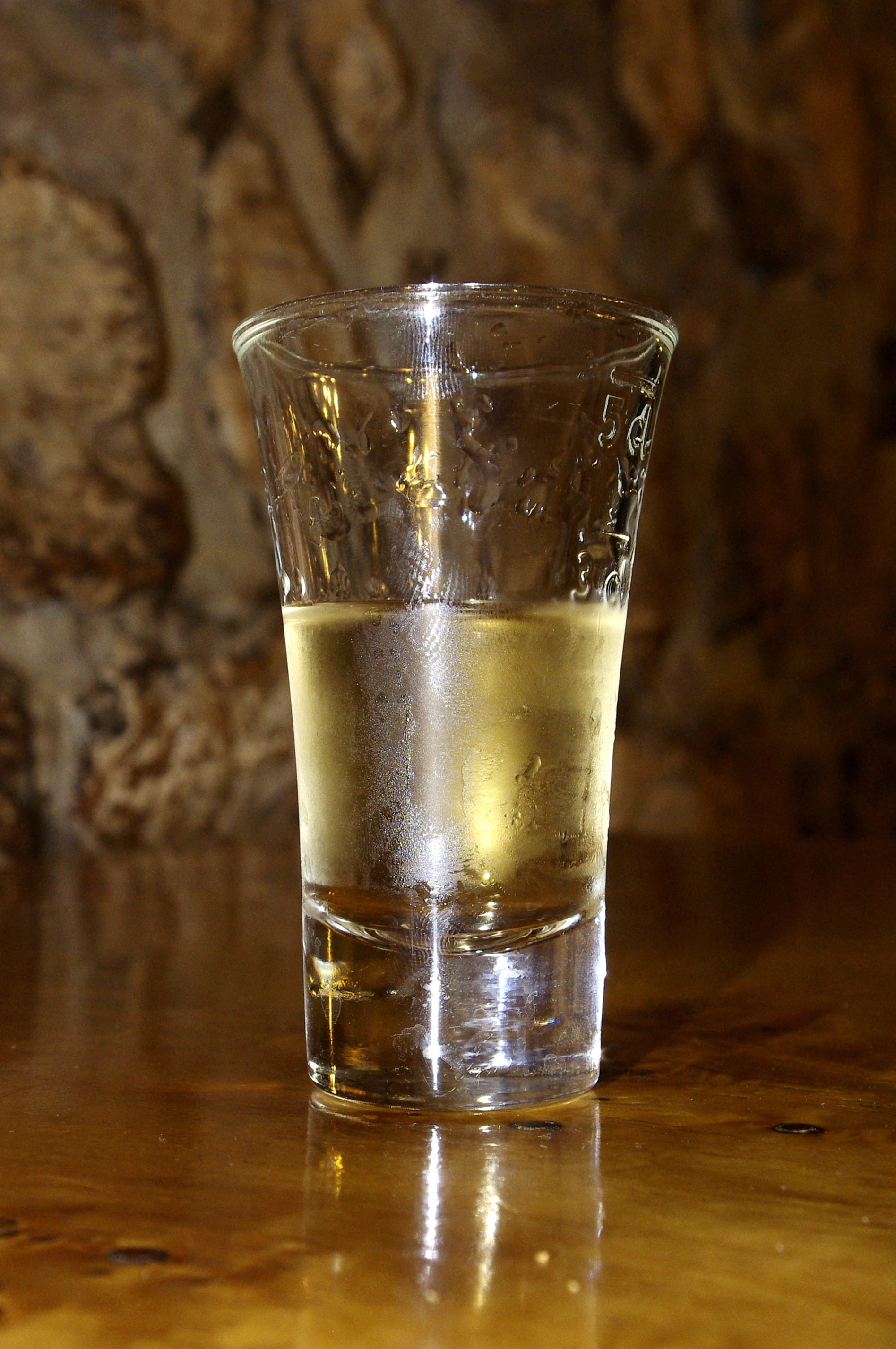
Barack dans un restaurant de Sopron.

En 2004, la Hongrie (ainsi que quatre Länder d'Autriche) a obtenu de l'Union européenne les droits exclusifs sur l'appellation commerciale pálinka, pour des boissons distillées uniquement à base de fruits. La fabrication de pálinka a toujours été étroitement contrôlée par l'État et seules des distilleries enregistrées sont autorisées à en fabriquer. La distillation clandestine est considérée comme encore fréquente, que ce soit pour la contrebande ou la consommation personnelle. La pálinka frelatée peut contenir du méthanol, un poison susceptible de rendre aveugle ou tuer. La très mauvaise pálinka artisanale est nommée en hongrois guggolós, signifiant que vous passerez désormais « courbé » sous les fenêtres de la maison où on vous en a donné, pour éviter une nouvelle tournée. Selon une explication plus courante et plus fleurie, c'est la position du corps de celui qui fuit la maison pour aller vomir dans les buissons. Fütyülős est une eau-de-vie hongroise qui « vous fait siffler » de bonheur.
Il y a une certaine confusion en Hongrie pour savoir quels produits ont vraiment droit à l'appellation pálinka selon les lois européennes. Une série entière de produits de la marque Zwack a été renommée párlat (terme générique pour « produit distillé ») pour le marché intérieur. Les pálinkas traditionnelles au miel ont aussi été renommées párlat, même s'il n'y avait rien d'hétérodoxe dans leur distillation. La règle hongroise en ce domaine est que la pálinka authentique doit contenir plus de 37 % d'alcool et être faite de fruits ou de végétaux originaires du bassin des Carpates.

#### Types de pálinka
- Pálinka d'abricot de Gönc
- Pálinka d'abricot de Kecskemét
- Pálinka de griotte d'Újfehértó
- Pálinka de marc de Pannonhalma
- Pálinka de poire de Göcsej
- Pálinka de pomme de Szabolcs
- Pálinka de prune de Szatmár
- Pálinka de prune de Békés

### Roumanie

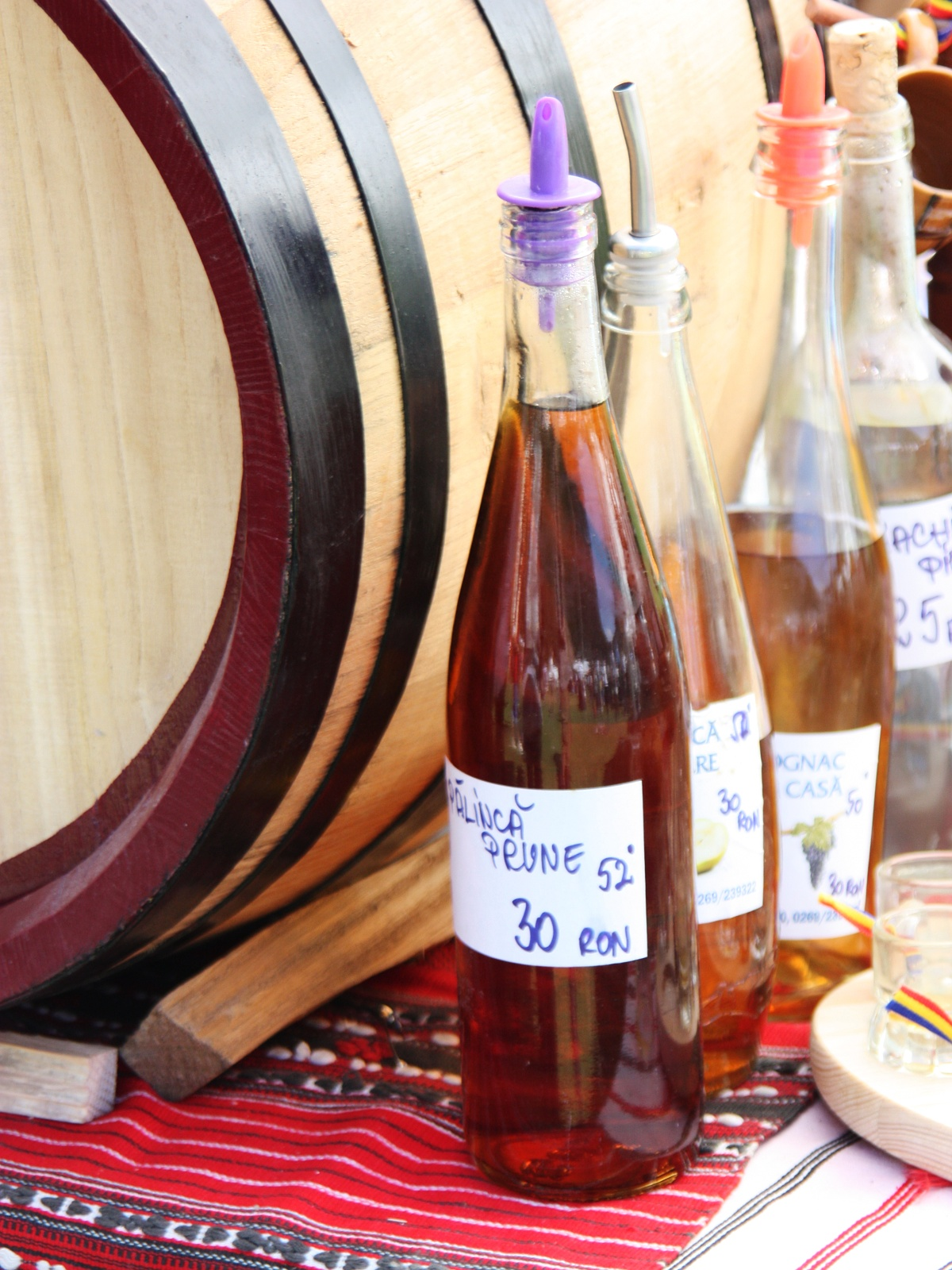
Une bouteille de pălincă de Roumanie

L'ordonnance 34 du 30 janvier 2000, qui s'ajoute à l'article 24.5 du Code sur les vignes et le vin nr. 67/1997, dispose que : « Le turț, la palincă de Mureșan, la palincă de Bihor et la horincă sont obtenus par vieillissement en fûts de chêne pendant deux ans. »
En avril 2005, le Ministère roumain de l'Agriculture a établi une liste de 39 appellations géographiques reconnues et protégées pour des spiritueux. Cette liste comprend treize variétés de țuică, dont celle de Buzău, Argeș, Zalău, la horincă de Maramureș et le turț d'Oaș.
En octobre 2008, le Parlement roumain a voté à l’unanimité pour l’abandon du droit d'accise sur les boissons traditionnelles à forte teneur en alcool produites par les particuliers, en opposition au traité d’adhésion à l’Union européenne qui l’oblige à percevoir une accise sur l’alcool produit à la maison. La loi permettra aux roumains de produire jusqu’à 500 litres de palincă par an.
La palincă de Sălaj, en Transylvanie, a été reconnue par le ministère de l’Agriculture en mai 2008 comme produit traditionnel roumain.

### Slovaquie
Pálenka désigne toute espèce de boisson distillée, mais surtout celles à base de fruits. Le nom est utilisé pour toutes sortes d'alcools, y compris la vodka, le gin, la borovička, etc.
Les types traditionnels de pálenka en Slovaquie sont la slivovica (alcool de prunes), la ražovica (alcool de grains), la borovička (alcool de baies de genévrier commun), la hruškovica (alcool de poires), et la jablkovica (alcool de pommes). Les čerešňovica (alcool de cerises) et marhuľovica (alcool d'abricots) sont également populaires. La pálenka la plus chère est distillée à partir de fruits des bois, notamment des framboises, des myrtilles, des airelles ou des cynorhodons. La drienkovica (un alcool de fruits de cornouiller mâle, drienky en slovaque) fut popularisée par l'ancien président Rudolf Schuster.